# Окуневский, Ярослав Ипполитович
Ярослав Ипполитович Окуневский (5 марта 1860, Радовцы, Буковина, теперь Румыния — † 24 октября 1929, Городенка, Ивано-Франковская область) — военный врач, украинский общественный и военный деятель, писатель, действительный член Научного общества имени Тараса Шевченко, адмирал флота Австро-Венгерской империи.
Кавалер высших наград Австро-Венгрии, Испании и Китая.
Военный врач, он сделал редкую для украинца в Австро-Венгрии военную карьеру: стал адмиралом, возглавлял медицинскую службу австро-венгерского военно-морского флота. Разработал медицинский устав флота, который с небольшими изменениями, действующий и сегодня во многих европейских странах.
Впоследствии жертвовал крупные суммы на создание легиона Украинских Сечевых Стрельцов. Возглавлял санитарную миссию ЗУНР в Вене, заведовал санитарным делами в Государственном Секретариате ЗУНР.

## Семья
Родился в патриотической священнической семье. Прадеда Ярослава Окуневского звали окунем, а благородное окончания добавил дед Адам-Даниил.
В семье священника и врача о. Ипполита Окуневского (1833—1902) и Феклы (дочери священника Иоанна Кобринского), кроме Ярослава, было 4 детей:
- Теофил Окуневский (* 1858) — украинский юрист, общественный и политический деятель, посол в парламент Австро-Венгрии и Галицкого сейма
- Ольга Окуневская (* 1875) — известная пианистка, 4 года училась у Николая Лысенко, товарищ и акомпаниаторка Крушельницкой
- Наталья Окуневская (* 1864) — активистка женского движения в Галиции, организованного Н.Кобринською, родственниками Окуневская по линии матери
- Эмилия Окуневская (* 1862) — жена адвоката Михаила Дорундяк, умерла молодой.

## Биография
Когда Ярославу было 15 лет, умерла его мать, детей воспитывала бабушка Анна Кобринская. Дети росли в дружной, сплоченной атмосфере, им с детства прививали основы христианской морали и национальное сознание.
Приход в Радковцы была бедной, поэтому чтобы обеспечить материально семью и выучить детей отец Ипполит сначала переехал в с. Бросковцы, а впоследствии стал настоятелем (1869—1902) в Яворове вблизи Косово, где в его семье охотно гостили Иван Франко, Михаил Коцюбинский, Леся Украинской, Хоткевич, Ольга Кобылянская, Александр Олесь и другие выдающиеся деятели украинской культуры.
Ярослав Окуневский учился сначала в сельской приходской школе в Яворове, после в семилетней школе в Снятине. Впоследствии его отдали в Коломыйскую гимназию, где он испытал немало унижений от учеников-поляков. Об этом он потом напишет в своих воспоминаниях. С детства был близоруким, постоянно носил очки. 1877 года становится студентом медицинского факультета Венского университета. Его избирают председателем студенческого академического общества «Сечь», основанного по инициативе Ивана Горбачевского и Ивана Пулюя в ознаменование годовщины уничтожения Екатериной II Запорожской Сечи. Успешным учёбой он привлекает внимание военного министерства и получает от него высокую стипендию в обмен на обязательство после завершения учёбы обучаться на медицинском факультете служить на флоте корабельным врачом. После получения в 1884 году диплома доктора медицины, чтобы отработать oтриману стипендию, стал служить корабельным врачом военного флота Австро-Венгрии, который базировался в Хорватии в г. Пула.

## Деятельность
Ярослав Окуневский сделал чрезвычайно редкое для украинца в Австро-Венгерской империи военную карьеру, став адмиралом военно-морского императорско-королевского флота. Во время тридцатилетней службы на флоте участвовал в кругосветных походах на парусниках и паровых кораблях «Аврора», «Минерва», «Радецкий», «Кайзер Франц Иосиф I», побывал в странах Африки, в Китае, Гималаях, на Цейлоне, в Греции , Турции и других странах. Он в совершенстве овладел медицинские и военные науки, знал географию навигацию, историю, свободно владел английским, французским, итальянским и немецким языками. Разработал первый устав медицинской службы военно-морского флота, который впоследствии был положен в основу уставов многих государств. Впоследствии он стал одним из двух офицеров с высшим званием — генерал-майор морской медицинской службы, которое получил 1 ноября 1914 Под его опекой находились тысячи моряков.
Во время посещения различных стран в составе государственных миссий, представительств, кроме служебных обязанностей Окуневская изучал быт жителей этих стран, обычаи, много фотографировал. Как действительный член НОШ и Украинского врачебного общества накапливал материалы для научно-краеведческих публикаций и очерков. Его очерки печатались в украинской периодике Галиции, а затем (1898 г.) были изданы отдельной книгой «Письма с чужбины».
10 января 1899 он женился на австриячке Отилии Миллер, в следующие три года у них родились дочери — Дора и Ольга.
В 1901 г. он и его брат Теофил дали по 2 тысячи крон на покупку Народного дома в Городенке, в котором разместились украинские общества и организации. Он поддерживал своими средствами «Родную школу», сиротские дома, малоимущих украинских студентов, помогал обществу «Просвита», которое избрало его своим почетным членом. Помогал украинским изданием во Львове и Черновцах, профинансировал издание юбилейного альманаха «Сич» (1908 г.). Помог брату Теофилу и доктору Ивану Ципановському открыть первую уездную больницу в Городенке.
В начале Первой мировой войны Окуневский — адмирал главного штаба флота, главный врач и начальник Главного медицинского управления штаба военно-морских сил Австро-Венгерской империи. Стал первым украинским кавалером Рыцарского креста Франца-Иосифа, ордена Рыцаря испанской королевы, французского ордена Почетного легиона, китайского императорского ордена Дракона, самого титула Мандарина и ещё многих высоких наград не одного государства.
С началом Первой мировой войны в Западной Украине начали массово создаваться отделы Украинских Сечевых Стрельцов, в скором времени из которых были созданы Легион УСС. Ярослав Окуневский приветствует его создания и жертвует на его обеспечение крупные суммы из собственных средств. В скором времени он возглавляет Украинскую санитарную миссию, в 1915 году оказывает существенную помощь санитарной службе легиона, направляет из Вены для него медикаменты и вступает в Союз освобождения Украины.
С провозглашением Западно-Украинской Народной Республики 58-летний адмирал сразу согласился на службу родному народу. Возглавив Государственную медицинскую миссию ЗУНР в Вене, аккумулирует сбор средств для молодого государства и отправляет четыре санитарных эшелоны для Украинской Галицкой армии.
Я.Окуневський был организатором и председателем Украинского Санитарной Миссии УНР в Вене, а в период 1919—1922 гг — главнокомандующим в санитарных делам Государственного Секретариата ЗУНР.
1919 Ярослав Окуневский вносит весомый вклад в обеспечение войск УНР генерала М.Омельяновича-Павленко, в том числе и дивизии морской пехоты под командованием Михаила Белинского. Используя свои старые связи в Вене, в большой степени и за собственные средства, он организовал доставку на нужды армии УНР четырёх эшелонов различных медикаментов и военно-медицинского имущества.
Кроме того, Ярослав Окуневский ассигновало средствами и оказал значительную организационную помощь военно-морскому атташе УНР в Вене капитану 2 ранга Владиславу Дашкевичу-Горбацкому в организации отправки с адриатических портов флота Австро-Венгрии выходцев из Западной Украины для комплектования ими полков морской пехоты УНР и организации материальной помощи борьбе украинским.
Вскоре Ярослав Окуневский возвращается в Галичину и возглавляет санитарную управу Галицкой армии.
Украинская освободительная революция, а с ней и молодая украинская держава не выдержали ударов соседей. Поражение Украинской Народной Республики стало тяжелым моральным ударом для уже немолодого адмирала.

## Последние годы жизни
После поражения освободительной борьбы Украинской Ярослав Окуневский возвращается в родные края. Последние 10 лет он прожил в Городенке у брата Теофила, который работал адвокатом. Очень часто бывал в Яворове. Работал скромным врачом в больнице, которую помогал строить в 1909 году. Там продолжал материально поддерживать деятельность украинских общественных организаций «Просвита», «Сич», выступал в прессе с публикациями в защиту земляков от притеснений со стороны властей. Жертвовал средства на «Родную школу», субсидировал обучение сирот, намеревался осуществить мечту отца — построить сельскую больницу. Однако, все больше сказывалась материальное положение, поскольку польское правительство отказалось выплачивать австрийском адмиралу военную пенсию, а все сбережения он потратил на становление украинского государства.

Его семейная жизнь врача-моряка и путешественника не сложилось. Жена Отилия Миллер и дочери Дора и Ольга, привыкшие к столичной жизни и не разделили его привязанности к деревенской жизни, но Ярослав навещал их, о чём рассказала Розвита Картер, внучка Ярослава Окуневского, её мама Дора впоследствии рассказывала ей о частых визитах своего отца. (Для сведения, Розвита Картер проживает в Англии в графстве Суссекс). Ярослав Окуневский трагически скончался 24 октября 1929 года. Некоторые источники осторожно сообщают о «трагической гибели», другие — о самоубийстве, как следствие отчаяния и безнадежности. Владимир Дорошенко писал:

«Д-р Ярослав Окуневский был настоящим европейцем, необычайно культурным и воспитанным человеком. Всегда элегантно, со вкусом одетый, он был образцом джентльмена. Потеряв с упадком Австрии эмеритуру очень бедствовал на старости лет и, не имея сил перенести нищету, а не в силах заставить себя попросить помощи у общины, наложил на себя руки».

Похоронен в семейном склепе на кладбище в Городенке. По большевистской власти семейный склеп Окуневская было осквернено.

## Память
2006 — телерадиокомпания ВМС Украины «Бриз» совместно с Общественным военно-историческим клубом ВМС Украины имени С.Шрамченка основали литературно-художественную и медицинскую премию ВМС Украины имени адмирала Ярослава Окуневского за лучшее освещение военной, военно-патриотической тематики, жизнь Вооруженных сил Украины, произведения на темы маринистики, пропаганды военно-морских традиций, культуры и искусства украинского народа. Нагрудный знак лауреатов этой премии принадлежит к загальнофлотських отличий.
2009 — киевское издательство «Темпора» переиздало книгу Ярослава Окуневского «Письма с чужбины».

## Труды
Черногора и черногорцы. Львов: Дело, 1885.
Письма с чужбины. Книга И. Черновцы, 1898.
Письма с чужбины. Книга II. Львов, 1902.
Письма с чужбины. Киев: Темпора, 2009. — 520 с.